# 필립 카너
필립 카너(Philipp Karner, 1979년 7월 15일 ~ )는 오스트리아 출신의 미국 배우, 각본가, 영화 제작자, 무대 연출가이다.
빈에서 태어났다.

## 영화
- 서치 엔진스 (2016, Search Engines)
- 라이크 유 민 잇 (2015년)
- 원나잇스캔들:모닝애프터 (2015년)
- 다이빙 노멀 (2013년)
- 레이스 유 투 더 바텀 (2005년)
- 배틀 오브 쉐이커 하이츠 (2003년)
- 더 윈드 (2001년)